# 大阪工業大学
大阪工業大学（おおさかこうぎょうだいがく、英語: Osaka Institute of Technology、OIT）は、大阪府大阪市旭区大宮五丁目16番1号に本部を置く日本の私立大学。1922年創立、1949年大学設置。大学の略称は大阪工大（おおさかこうだい)、大工大（だいこうだい)、阪工大（はんこうだい)。特に学会では、阪工大が用いられることが多い。

## 概観
1922年9月7日、実業家の本庄京三郎（甲陽園の開発を手掛けた）が設立者・校主として、建築家・都市計画家の片岡安（東京帝国大学工科大学造家学科卒業）が初代校長として創設した関西工学専修学校（のちに関西工学校に改称）が母体。関西高等工学校、関西高等工業学校、摂南高等工業学校という組織変遷を経て、1944年に旧制工業専門学校の摂南工業専門学校となった。太平洋戦争後の1949年、学制改革に際して、摂南工業専門学校を新制大学として昇格させ、設立された。

### 建学の精神（校訓・理念・学是）
- 『世のため、人のため、地域のために』

「理論に裏付けられた実践的技術をもち、現場で活躍できる専門職業人の育成」を行いたい。
時代と地域が求める真のフィールド・スペシャリストを育成する使命と情熱。
関西工学専修学校の創設当時、大阪は商都から全国屈指の大工業地帯へと変貌しており、水運から陸運への転換という工業都市化を実現するための技術者、そして工業発展するための技術者は圧倒的に不足していた。時代と地域は、まさに「理論に裏付けられた現場で即戦力となる技術専門職業人」を求め、それに対応できる技術者の確保が重要な課題となっていた。関西工学専修学校の初代校長・建築家である片岡安の情熱は、「工業化する大阪の現場に即戦力として活躍できる人材、都市改造の現場ですぐに役立つ人材を輩出すること」であった。
「現場で活躍している教員が、現場の最先端の理論・技術をまるで現場にいるかのように教授する」、これは今も誇りとしている精神である。 創立当初の学科は、建築と土木であった。「御堂筋」をはじめとする大阪の都市改造に卒業生が関わり、時代と地域のために貢献している。

なお、その他の創設時の協力者については以下の通り。

大阪府建築課長 池田實、大阪府土木課長 島重治、大阪府営繕課長 中村琢治郎、大阪市都市計画部長 直木倫太郎、大阪市水道部長 澤井準一、大阪市電鉄部技師長 清水凞、大阪府土木主事 奥村泰助、大阪府技師 田上憲一、日本電力株式会社土木部長 境田賢吉、大正信託株式会社常務取締役 小野捨次郎、薬種商 大橋導雄、関西石材株式会社監査役 岡崎忠三郎
- 現在、大宮キャンパス正門の赤煉瓦造り「片岡安メモリアルゲート」は、関西工学専修学校の初代校長・建築家の片岡安が大阪中央公会堂の実施設計・工事監督に携わっていた為に、その功績を讃えて大阪中央公会堂をモチーフにしており、大阪工業大学の英知とパイオニア精神を象徴している[2]。

### 教育および研究
- 工学部は1922年創設時の性格から、昼間課程の第I部、夜間課程の第II部が設置されていた（修業年数はどちらも4年）。2000年にこれらの体制が廃止され、昼夜開講されている授業ならどれを履修しても可とする昼夜開講制に変更された。現在、夜間課程については、社会ニーズの低下が顕著になったことから学生の募集を停止、廃止された。工学部での教育の特徴として、テクノロジーがあらゆる分野で変革を起こす現代において、単に理系専門課程に偏らず、理系・文系が融合した教養課程として、MITなどのアメリカの名門理工系大学でも実施されている「リベラルアーツ教育」[3]も取り入れている。これは日本の理工系大学では珍しいものであるが、グローバル化の時代にあらゆる問題を総合的に判断できる能力を養い、理系・文系を横断して幅広い視野で物事を捉えて決断できる能力、さまざまなタイプの人々を納得させられるコミュニケーション能力、リーダーシップ能力の育成を目指す新しい人材育成メソッドとされている。また、工学部の教育・研究の強化の一環として、大宮キャンパスのインテリジェントキャンパス再開発化を遂行し、2018年4月には建築学科の使用する2号館が新しくリニューアルされ（オープンな建築設計スタジオやコモンラボの新設含む）[4][5]、2019年9月には新3号館（建築学科・都市デザイン工学科の研究ラボ）、2020年7月には新4号館（機械工学科・電気電子システム工学科・電子情報システム工学科の3学科の研究ラボ）が新しく建替・リニューアルされた[6]。グローバルに活躍する研究開発者・技術者育成プログラム（学部+大学院の6年間一貫：マンツーマン指導、ハイレベル少人数授業、先取り大学院授業、早期研究活動の開始等）として、2022年度より工学部機械工学科に「研究推進クラス」[7]、建築学科に「先鋭活動推進コース」を開設。2023年度より電気電子システム工学科に「ESクラス」[8]、電子情報システム工学科に「研究推進クラス」[9]、応用化学科に「研究先進コース」[10]、生命工学科に「先端研究クラス」を開設[11]。大学院工学研究科では、2022年度から今日の国際社会への貢献の重要性を受け、「グローバル・リーダーシップ特論」の新科目を開設し、文理融合の国際関係学の視点で、開発途上国への支援活動、デジタル新技術の開発競争、脱炭素社会・安全保障への貢献等のテーマに取り組んでいる。
- ロボティクス＆デザイン工学部は、2017年4月に新しく誕生した都市型キャンパスである梅田キャンパス（OIT梅田タワー）に設置され、イノベーションを創出する人材育成メソッドで理工系大学世界トップクラスの米国スタンフォード大学[12]も実施している「デザイン思考」教育を適用している[13][14]。また、同学部内に新設された情報工学系のシステムデザイン工学科では、日本の私立大学として初めてIoT・AIの専門モジュールとデザイン思考を組み合わせた先進的なカリキュラムが導入されている[15]。2022年度後期より「OIT梅田メタバースキャンパス」を設置し、3次元仮想空間を用いたデジタルトランスフォーメーションの教育推進も行っている[16]。2024年度に「OIT e-Sports Digital Area（OIT eSDA）」を設置し、eスポーツとメタバース、仮想現実(VR)を題材に、国内外の大会出場やeスポーツを通じた企業と学生のコミュニケーションの場を創造する[17]。梅田キャンパス8Fには産学連携による都市型オープンイノベーション拠点として「Xport（クロスポート）」を大阪商工会議所と共同で設置し、企業と学生交流によるイノベーション事業創出や若手起業家・スタートアップ企業創出に取り組んでいる[18][19]。
- 学部・学科横断型で取り組む、様々な学生プロジェクトの推進（ロボット、人力飛行機、ソーラーカー、フォーミュラカー、小型人工衛星・小型ロケット、ゲームクリエイトなど）[20][21][22][23][24]。
- 全学部対象で超スマート社会に必要不可欠なデータサイエンスの基礎的情報リテラシーを育成するため、数理・データサイエンス・AI教育プログラム「OIT MDASH（リテラシー）」を2022年度から開設[25]。
- 実験・実習・探求演習（PBL: Project Based Learning）の科目で自発的・継続的に学習する能力及び理論的思考力並びにコミュニケーション能力の育成。
- アメリカの大学で採用されている評価方式であるGPAの導入。
- 工学をはじめ、情報科学・知的財産及び人文科学・自然科学等に関する科目によって、技術者（エンジニア）に求められる幅広い教養を養う。
- 知的財産学部は2003年に日本の大学で初めて設置され、日本で唯一の文系学部。同学部を3年で卒部し、同大学知的財産専門職大学院へ進学し、弁理士を目指す飛び級制度も設置されている。同学部には法学系の「知的財産プロフェッショナルコース」だけでなく、商学・マーケティング系の「ブランド＆デザインコース」、経営管理・経済学系の「ビジネスマネジメントコース」、デジタル系の「コンテンツビジネスコース（2024年度より）」の4つの選択が可能となっている[26]。知的財産には、著作権・商標権・特許権など幅広い適用分野があるが、なかでも工学・情報科学分野での新しい技術開発プロセス（特にイノベーション）において、知的財産権を法律的に守る役割が極めて重要であり、知的財産学部の教育においては、同大学内に併設する理系の工学部・情報科学部等と文理横断の連携ができるユニークさが強みになっている。また、知的財産分野で働く女性比率は比較的高いため、働く女性が活躍しやすい分野として有望とされている。2017年には日本の私立大学で初めて「知財功労賞」の経済産業大臣表彰を受賞している[27]。
- 情報科学部は1996年に日本の理工系大学として初めて情報通信技術（ICT）スペシャリスト養成を目的に設置され、2005年に私立大学として初めて情報分野のJABEE（日本技術者教育認定機構）認定を受けた「CS（コンピューターサイエンス）コース」教育プログラムを有する。 JABEE認定の教育プログラムは、ソウル協定と呼ばれる規約により国際的に通用し、国内の企業や研究開発機関はもちろんのこと、海外就職する場合にも有利に働くと考えられている。「CSコース」の修了資格は、アメリカ、カナダ、イギリス、韓国、オーストラリアなどにおいて、それぞれの国のプログラム修了者と対等な技術者として自動的に認定される [28]。
一方で、「総合コース」による「SE能力開発のためのスパイラル型情報教育」プログラム（2009年に文部科学省公募の「大学教育・学生支援推進事業 大学教育推進プログラム」において採択）を提供。この教育プログラムは、情報科学部の卒業生がシステムエンジニア（SE）として就職する背景を踏まえ、専門知識や技術のみならず、SEに必要な幅広い能力（モデル化能力、デザイン能力、業務遂行能力）をバランスよく獲得するためのユニークな教育プログラムで、時代的・社会的な要請に対応できるものとなっている[29]。また、2021年4月にデータサイエンティストの養成を目的として新設されたデータサイエンス学科では、文理融合のモジュール構成となっており、文系モジュールである社会科学・マーケティング・経済学・会計学等と、理系モジュールである数理科学・経営システム工学・IoT/AI論等を組み合わせた先進的なカリキュラムが導入されている[30]。2025年にDXの実現に必要なAI、IoT、CPS、データサイエンス、ICT、RPA、XR、サイバーセキュリティなどの多種多様な情報技術に関する実証実験施設「DXフィールド」を設置する[31]。
- 1999年に日本の大学の草分けとして、情報科学部が世界最大手のネットワーク機器メーカー「シスコシステムズ」社が提供するネットワーク技術者育成教育プログラム「シスコ・ネットワーキングアカデミー」を開始。シスコシステムズが認定するベンダー資格CCNA/CCNP(Cisco Certified Network Associate/Professional)の在学中取得をサポート（CCNPのサポートは国内の大学では稀少）[32][33][34]。
- 必修・選択（選択必修を含む）科目によって、専門分野の広範な知識を体系的に習得。
- 卒業研究による、論文をまとめる理論的思考力・プレゼンテーション能力・コミュニケーション能力などの技術者として必要な能力を育成。
- 社会人基礎力育成グランプリへの出場を通して、大学のゼミ・研究・授業等を通じて経済産業省が提唱する「社会人基礎力」（職場や地域社会で多様な人々と仕事をしていくために必要な基礎的な力）の研鑽[35][36]。
- 社会人向け「職業実践力育成プログラム（BP: Brush up Program for professional）[37]」（文部科学省による認定）として、「AIデータサイエンス・リカレント教育プログラム」を2021年度から大学院情報科学研究科主催で開講（土曜・梅田キャンパス）している[38]。
- 一般人向けのオープンな講座公開として、一般社団法人日本オープンオンライン教育推進協議会(JMOOC)が提供する、無料で学べる日本最大のオンライン大学講座プラットホームで土木・建築、プログラミング、知的財産などのJMOOC認定講座を配信[39]。また、梅田キャンパス1Fギャラリーでは市民と研究者とのSTEM分野でのオープンな交流を目的としたサイエンスカフェ「Stream Cafe」（”Science”・”Technology”・”Robotics”・”Engineering”・”Art＆Design”・”Mathematics”の頭文字をつなげた造語）も開催[40]。
- 大宮キャンパスChast内のLLC(Language Learning Center、ネイティブスピーカ常駐)などの施設を活用した英語コミュニケーション能力の育成（TOEIC準備講座含む）および海外留学のための英会話や、他国の文化の学習[41][42]。
- 模擬国際会議「MIC(Mock International Conference)」を通して、実際の国際学会における英語でのプレゼンテーション能力の育成[43]。
- 国際ワークショップ（海外研究者を招致しての英語講演会）を積極的に開催[44][45][46][47][48]。
- 国際PBLによるグローバルに活躍出来るエンジニアの育成[49]。
- 海外研究支援プログラム（Overseas Research Experience Program）による海外の大学や研究機関等とのネットワーク構築とグローバルな視野を持った研究推進[50]。

## 沿革

### 略歴
1922（大正11）年に創設した関西工学専修学校が始まり。1949年に新制大学となった。

### 年表
- 1922年 関西工学専修学校を創設（建築科、土木科）
- 1923年 夜間部本科に電工科を増設（1925年 電気科に改称）
- 1926年 財団法人関西工学を設立
- 1927年 関西高等工学校を開設（わが国最初の夜間授業実業専門学校と新聞広告）
- 1928年 関西工学専修学校を関西工学校に改称
- 1931年 関西工学校の昼間部本科に機械科増設
- 1932年 関西高等電機学校を開設
- 1933年 関西工業学校を開設（西日本初の私立甲種工業学校）
- 1934年 関西高等電機学校を関西高等工学校に併合
- 1939年 関西工学校を第一関西工学校に改称
- 1940年 関西高等工業学校を開設
- 1942年 関西高等工業学校を摂南高等工業学校に改称。摂南重機工業学校を開設
- 1944年 摂南重機工業学校を摂南工業学校に、摂南高等工業学校を摂南工業専門学校に改称。第一関西工学校廃止
- 1947年 法人名を財団法人摂南学園に改称
- 1948年 関西工業学校と摂南工業学校を統合し、摂南学園高等学校を開設（機械科、電気科、建築科、土木科）。摂南学園中学校を開設（のちに大阪工業大学中学校）。関西高等工学校を摂南工科専門学院に改称
- 1949年 法人名を財団法人大阪工業大学に改称。摂南工業専門学校を新制大学として昇格し、摂南工業大学を開設。工学部第I部、第II部に建築学科、土木工学科、電気工学科を設置。同年に摂南工業大学を大阪工業大学と改称
- 1950年 工学部第I部、第II部に機械工学科を増設。摂南工科専門学院を大阪工業大学専門学院に、摂南学園高等学校を大阪工業大学高等学校に改称
- 1951年 法人を学校法人大阪工業大学に改組
- 1958年 工学部第I部に応用化学科を増設
- 1959年 工学部第I部に電子工学科を増設
- 1960年 工学部第II部に応用化学科を増設
- 1962年 工学部第I部、第II部に工業経営学科（のちに経営工学科へ改称）を、工学部第II部に電子工学科を増設
- 1965年 大阪工業大学大学院を開設（工学研究科建築学専攻、土木工学専攻、電気工学専攻、機械工学専攻、応用化学専攻の修士課程）
- 1967年 大学院工学研究科に工業経営学専攻の修士課程、建築学専攻、土木工学専攻、電気工学専攻、機械工学専攻の博士課程を増設
- 1976年 工学部の工業経営学科を経営工学科と、大学院工学研究科の工業経営学専攻を経営工学専攻に改称
- 1977年 大学院工学研究科の応用化学専攻に博士課程を増設
- 1979年 大阪工業大学中学校を廃止。大阪工業大学専門学院を廃止
- 1987年 法人名を学校法人大阪工大摂南大学に改称
- 1991年 大学院工学研究科の経営工学専攻に博士課程を増設
- 1996年 情報科学部を新設（情報処理学科、情報システム学科）
- 1997年 大学院工学研究科の電気工学専攻を電気電子工学専攻に改称
- 2000年 工学部に昼夜開講制を導入。大学院に情報科学研究科情報科学専攻修士課程を増設
- 2002年 情報科学部に情報メディア学科を増設。情報科学部の情報処理学科を情報科学科に、工学部の土木工学科を都市デザイン工学科に、電気工学科を電気電子システム工学科に、電子工学科を電子情報通信工学科に改称。大学院情報科学研究科情報科学専攻に博士課程を増設。工学研究科の土木工学専攻を都市デザイン工学専攻に改称
- 2003年 知的財産学部を新設（知的財産学科）[52]
- 2005年 大学院に知的財産研究科知的財産専攻専門職学位課程（知的財産専門職大学院）を増設
- 2006年 工学部の昼夜開講制での学生募集を停止。工学部に環境工学科、空間デザイン学科、生体医工学科（のちに生命工学科へ改組）を増設。経営工学科を技術マネジメント学科に改称。大阪工業大学短期大学部を廃止
- 2007年 大学院工学研究科に環境工学専攻、生体医工学専攻の博士課程を増設。情報科学部に情報ネットワーク学科を増設。情報科学部情報科学科をコンピュータ科学科に改称。学校法人啓光学園と連携協定締結（その後、年内に学校法人啓光学園は学校法人常翔啓光学園と改称）
- 2008年 法人名を学校法人常翔学園と改称
- 2010年 工学部にロボット工学科、生命工学科を増設。工学部生体医工学科、技術マネジメント学科の学生募集を停止。大学院工学研究科に空間デザイン学専攻博士課程を増設
- 2012年 LLC（Language Learning Center）施設「Chast」開設
- 2013年 学校法人常翔啓光学園と法人合併
- 2014年 大学院工学研究科の経営工学専攻の学生募集を停止。ロボティクス＆デザインセンター（RDC）開設
- 2015年 2017年に大阪・茶屋町に開校予定の梅田キャンパスに設置するキャンパスビル（地上22階、地下2階）の愛称が「OIT梅田タワー」に決定[53]
- 2017年 梅田キャンパスにロボティクス＆デザイン工学部を新設（ロボット工学科・空間デザイン学科・システムデザイン工学科。ロボット工学科と空間デザイン学科はこの新学部へ改組され、在校生は梅田キャンパスに大宮キャンパスから移転）[54]
  - 大学院工学研究科既存8専攻（都市デザイン工学専攻・環境工学専攻・建築学専攻・機械工学専攻・生体医工学専攻・電気電子工学専攻・応用化学専攻・空間デザイン専攻の博士前期課程と博士後期課程）の学生募集を停止
  - 大学院工学研究科3専攻（建築・デザイン工学専攻、電気電子・機械工学専攻、化学・環境・生命工学専攻の博士前期課程と博士後期課程）に改組[55]
  - 大学院ロボティクス＆デザイン工学研究科ロボティクス＆デザイン工学専攻博士前期課程と博士後期課程を新設
- 2019年 工学部電子情報通信工学科を電子情報システム工学科に改称。情報科学部コンピュータ科学科を情報知能学科に、情報ネットワーク学科をネットワークデザイン学科に改称
- 2021年 情報科学部にデータサイエンス学科を増設
- 2022年 学園創立100周年
- 2024年 知的財産学部にコンテンツビジネスコースを新設
- 2025年 情報科学部ネットワークデザイン学科の学生募集を停止。情報科学部に実世界情報学科を新設

## 基礎データ

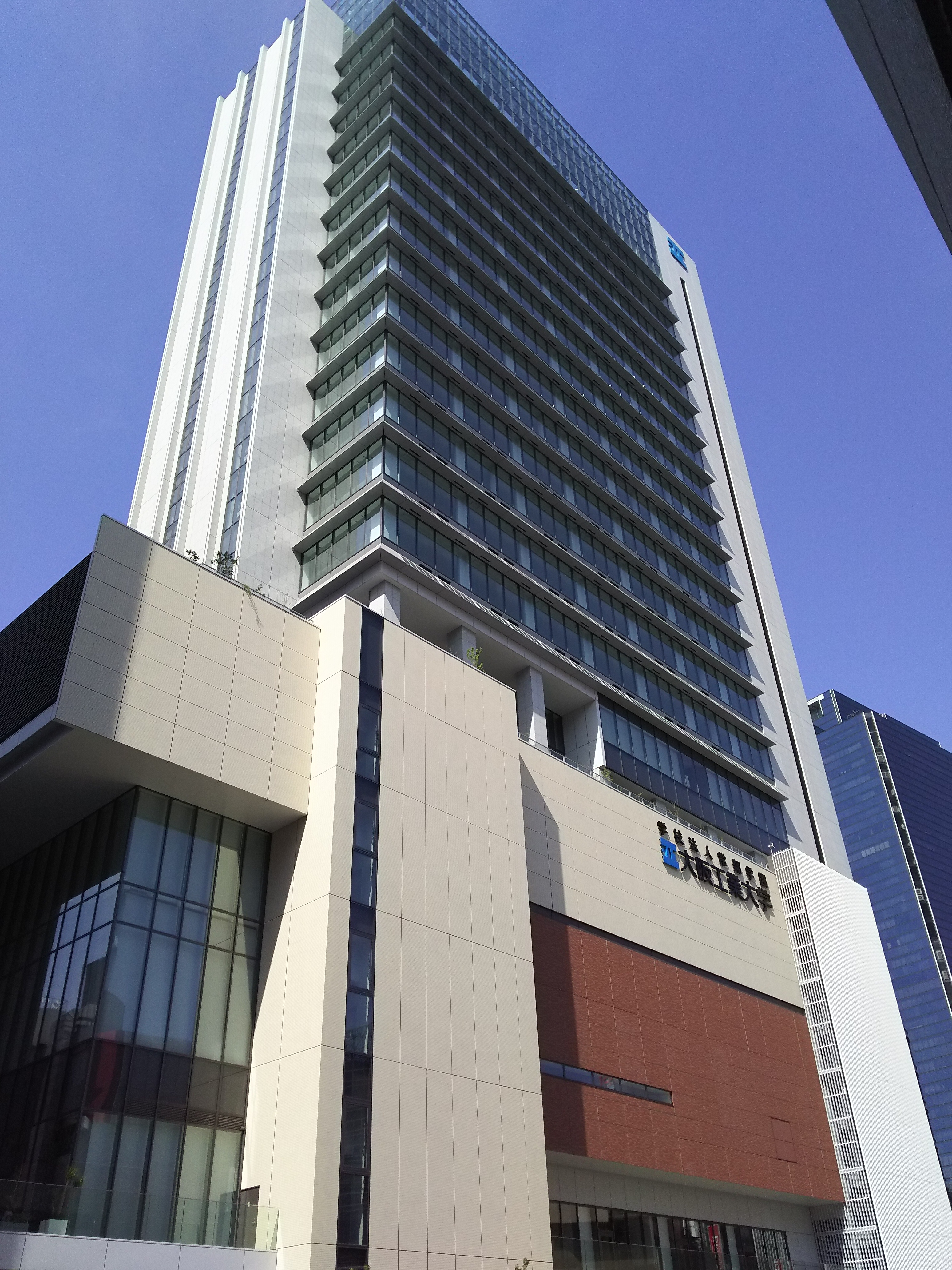
OIT梅田タワー

### 所在地
- 大宮キャンパス（大阪府大阪市旭区大宮五丁目16番1号）
- 梅田キャンパス（大阪府大阪市北区茶屋町1番45号）
- 枚方キャンパス
  - 枚方第1キャンパス（京都府八幡市美濃山一ノ谷4番地）
  - 枚方第2キャンパス（大阪府枚方市北山一丁目79番1号）

キャンパスの詳細は#施設を参照。

### 大学の歌
- 大学歌（作詞：竹友藻風、作曲：信時潔）
  - この他、学生歌、逍遥歌、応援歌がある。
- スクールカラー
  - 2012年10月にそれまで大学旗等で古くから使われ親しまれていた紺色をベースに「紺青色」と定められた。
- シンボルマーク
  - 工業の「工」の文字と「OIT」の頭文字を図案化した物が2012年10月に定められた。

### 入学状況
2017年度の入学者1,817人中、出身高校所在地別の内訳は、近畿地方（三重県を除く）が89.9%（大阪府46.3%）と最も多く、以下、四国地方3.1%、中部地方（三重県を含む）2.6%、中国地方1.8%などとなっている。

### 在籍学生数
2017年5月1日時点で、工学部4,209人(553人)、ロボティクス&デザイン工学部291人(63人)、情報科学部1,679人(139人)、知的財産学部585人(69人)、工学研究科博士前期課程293人(27人)、工学研究科博士後期課程11人(0人)、ロボティクス&デザイン工学研究科博士前期課程29人(5人)、情報科学研究科博士前期課程37人(1人)、情報科学研究科博士後期課程1人(0人)、知的財産研究科専門職学位課程71人(12人)である。
()内は女性学生の人数。

## 学費
初年度（2017年度）
- 工学部 - 入学金25万円、学費140万円
- ロボティクス&デザイン工学部 - 入学金25万円、学費150万円
- 情報科学部 - 入学金25万円、学費140万円
- 知的財産学部 - 入学金25万円、学費110万円
- 工学研究科・情報科学研究科博士前期課程 - 入学金15万円、学費100万円
- 工学研究科・情報科学研究科博士後期課程 - 入学金22万円、学費94万円
- 知的財産学研究科専門職学位課程 - 入学金20万円、学費120万円、教育充実費12万円

## 教育および研究

### 組織

#### 学部
- 工学部　
  - 建築学科（A）
  - 都市デザイン工学科（C、旧土木工学科）
  - 電子情報システム工学科（D、旧電子工学科）
  - 電気電子システム工学科（E、旧電気工学科）
  - 機械工学科（M）
  - 応用化学科（K）
  - 環境工学科（V）
  - 生命工学科（U）
  - 生体医工学科（L、2010年度に改組のため募集停止、生命工学科にモジュール移管）
  - 技術マネジメント学科（B、旧経営工学科、2010年度に募集停止。情報科学部・知的財産学部にモジュール移管）

- ロボティクス＆デザイン工学部
  - ロボット工学科（R、2017年度に改組）
  - 空間デザイン学科（W、2017年度に改組）
  - システムデザイン工学科（S、2017年度に新設）
- 情報科学部
  - 情報知能学科（IC）
  - 情報システム学科（IS）
  - 情報メディア学科（IM）
  - データサイエンス学科（ID、2021年度に新設、旧経営工学科のモジュール継承）
  - ネットワークデザイン学科（IN、2025年度に募集停止、実世界情報学科にモジュール移管）
  - 実世界情報学科（IR、2025年度に新設）
- 知的財産学部
  - 知的財産学科（P）
    - 知的財産プロフェッショナルコース
    - ビジネスマネジメントコース（旧技術マネジメント学科のモジュール一部継承）
    - ブランド＆デザインコース
    - コンテンツビジネスコース（2024年度に新設）
- （）内は略称

#### 大学院
- 工学研究科（博士前期課程・博士後期課程）
  - 建築・都市デザイン工学専攻（2017年度から）
  - 電気電子・機械工学専攻（2017年度から）
  - 化学・環境・生命工学専攻（2017年度から）
  - 建築学専攻（2016年度に改組のため募集停止）
  - 空間デザイン学専攻（2016年度に改組のため募集停止）
  - 都市デザイン工学専攻（2016年度に改組のため募集停止）
  - 電気電子工学専攻（2016年度に改組のため募集停止）
  - 機械工学専攻（2016年度に改組のため募集停止）
  - 応用化学専攻（2016年度に改組のため募集停止）
  - 環境工学専攻（2016年度に改組のため募集停止）
  - 生体医工学専攻（2016年度に改組のため募集停止）
  - 経営工学専攻（2014年度に募集停止）

- ロボティクス&デザイン工学研究科
  - ロボティクス&デザイン工学専攻
- 情報科学研究科（博士前期課程・博士後期課程）
  - 情報科学専攻
- 知的財産研究科（専門職学位課程）
  - 知的財産専攻

#### 附属機関
- 八幡工学実験場（京都府八幡市）[59]
  - 構造実験センター
  - 水理実験センター
  - 高電圧実験センター
- ものづくりセンター(モノラボ)
- ロボティクス&デザインセンター(RDC)
- DXフィールド（枚方キャンパス内）
- イノベーションラボ
- インキュベーション・ラボ
- 淀川環境教育センター
- 環境ソリューションセンター
- ナノ材料マイクロデバイス研究センター
- 医工学研究センター
- ヒューマンロボティックス研究開発センター
- ものづくりマネジメントセンター
- デジタルアーカイブセンター
- バーチャルリアリティ（VR）室
- 可視化ソフトウェア開発研究センター
- 情報センター
- 地域連携センター
- 国際交流センター
- 教育センター
- 研究支援推進センター

- 図書館
一般市民向けに一般開放を実施している。対象は、大阪府下、京都府八幡市および京田辺市に在住する20歳以上の住民（梅田分館、他大学の学生は除く）
  - 中央図書館（大宮本館）
  - 梅田分館
  - 枚方分館

### 研究

#### 私立大学学術研究高度化推進事業（文部科学省）
- ハイテク・リサーチ・センター整備事業
  - 人に優しい機能集積ナノ材料（ナノマテリアル）の創製とマイクロデバイス応用 : ナノ材料マイクロデバイス研究センター（2006-10年度）[60]
- 学術フロンティア推進事業
  - 培養筋の医用工学応用 : 医工学研究センター（2005-09年度）
- 産学連携研究推進事業
  - 環境負荷低減型「水・廃棄物制御システム」の開発 : 環境ソリューションセンター（2004-08年度）

#### 私立大学戦略的研究基盤形成支援事業（文部科学省）
- セキュアライフを支援するデバイス・システム基盤研究拠点の形成: ナノ材料マイクロデバイス研究センター（2011年度）[61][62]

#### 最先端研究基盤事業（文部科学省）
- 「KAGRA」（大型低温重力波望遠鏡）計画：東京大学宇宙線研究所 (ICRR) 、高エネルギー加速器研究機構 (KEK) 、自然科学研究機構国立天文台 (NAOJ) が共同ホスト機関の「重力波と電磁波多波長観測で挑む未踏未開宇宙」プロジェクトにおいて、理工系大学としては東京工業大学と大阪工業大学情報科学部が参画している。（2018年度 - 2022年度）[63][64]

#### 国内研究機関との共同研究
- 理化学研究所との情報科学・宇宙物理分野および生命工学分野での共同研究
  - 東京大学大学院工学系研究科物理工学専攻チームと大阪工業大学情報科学部、理化学研究所の共同研究グループが、世界で初めて、「18桁精度の可搬型光格子時計の開発」に成功、東京スカイツリーで一般相対性理論を検証（2020年）[65]
  - マイクロデバイスを用いたin vitro培養筋細胞・組織評価系の開発（2018年）[66]
- 新エネルギー・産業技術総合開発機構（NEDO）との電気電子工学分野およびロボット工学分野での共同研究・支援
  - 「戦略的省エネルギー技術革新プログラム事業」に係るGaN双方向電力変換器の研究開発（2014年-2016年）[67]
  - スマートグリッド分野での「次世代洋上直流送電システム開発事業」への参画（2015年-2019年)[68][69]
  - 産官学連携プロジェクト「ロボットの社会実装におけるイノベーション創出人材育成プロジェクト」に関し、大阪工業大学は梅田キャンパス8Fロボティクス＆デザインセンター（RDC）[70]に、日本初の”ロボットサービス・ビジネススクール”を開設し[71]、日本各地でワークショップを開催（2017年）[72][73]

#### 海外研究機関との共同研究
- ドイツのマックス・プランク研究所との応用化学分野での共同研究
  - 高粘度の液体状高分子の表面を固体微粒子で覆った革新的リキッドマーブル「粉末状の粘着剤」を開発（2015年）: ヨーロッパで話題になり、その後も国内外の新聞・テレビ・WEBなどで何度も取り上げられている。イギリス王立化学会（ROYAL SOCIETY OF CHEMISTRY）が発行している学術誌の表紙を飾った。 [74]
  - 固体粒子で覆った液滴(リキッドマーブル)と光を組み合わせた新発想の物質運搬技術を開発（2016年）[75]
  - 世界で初めて、液体を固体粒子で覆った液滴（リキッドマーブル）を離れた場所から水面と固体面の“水陸両用”で動かす技術を開発（2017年）[76]
  - 環境に優しい省エネ型の高分子カプセル（マイクロカプセル）の新規合成法を開発（2018年）[77]
  - 表面を固体粒子で覆った液滴(リキッドマーブル)の形状を、自由自在にコントロールできる技術（多面体リキッドマーブル）を開発（2019年）[78]
- フランス国立科学研究センター(CNRS)とリール大学の共同研究所(UMET)との応用化学分野での共同研究
  - 液滴（リキッドマーブル）利用と光照射で反応を開始させることのできるマイクロ反応容器の開発（2022年）[79]：米国化学会(ACS)の学術雑誌「ACS Applied Materials & Interfaces」に論文が掲載[80]
- スペインのサラマンカ大学グループの先端研究機関BISITE(The Bioinformatics, Intelligent Systems and Educational Technology)とのロボティクス・AI（人工知能）・EV充電分野での共同研究
  - ロボティクス・インテリジェントシステム、 マシンラーニング（機械学習）・ディープラーニングなどの応用研究（2018年）[81]
  - EV充電利用などの家庭用エネルギーシステムにおけるエネルギー柔軟性管理のための予測配電モデルの提案（2017年）：MITおよびハーバード大学を含めた合同研究[82]

#### 海外事業向け研究協力
- インドネシア熱帯泥炭域（中央カリマンタン州パランカラヤ地域）の森林と水環境保全のための活動支援事業（土木工学分野）[83]
- インドネシア向け自動再生式活性炭排水処理装置を用いた産業排水処理推進事業での協力（環境工学分野）[84][85]
- マレーシア向けパームオイル工場の排水処理高度化／資源循環利用普及／実証事業での協力（環境工学分野）[86]
- キルギス向けリウマチ熱・リウマチ性心疾患制圧のためのキルギス日本研究センター事業へ協力（生命工学分野）[87]

#### 産官学連携・研究支援
- 学外研究助成等採択一覧
- 共同研究・受託研究・学術指導受入実績

### 教育
- 現代的教育ニーズ取組支援プログラム
  - 淀川学（環境教育）の構築と実践 : 淀川環境教育センター（2006-08年度）
- 社会人の学び直しニーズ対応教育推進プログラム : ものづくりマネジメントセンター（2007年度）
- 社会人の「職業実践力育成プログラム」（BP： Brush up Program for professional） 
  - 「AIデータサイエンス・リカレント教育プログラム」 : 大学院情報科学研究科（2021年度-)
- 「大学教育再生加速プログラム」（AP： Acceleration Program for University Education Rebuilding）（2016年度）
  - テーマⅤ -「卒業時における質保証の取組の強化」（大阪工業大学は全国の応募大学116校から関西の私立大学で唯一の選定）[88][89]
  - 日本学術振興会大学教育再生加速プログラム委員会による中間評価（2018年）、事後評価（2021年）ともに最高の「Ｓ評価」を獲得（テーマⅤ：大阪工業大学は全国の理工系私立大学で唯一のＳ評価） [90][91]

「大学教育再生加速プログラム」：文部科学省が国として進めるべき大学教育改革を一層推進するため、教育再生実行会議等で示された新たな方向性に合致した先進的な取組を実施する大学を支援することを目的に公募。

## 学生生活

### 部活動・クラブ活動・サークル活動
大宮キャンパスでは、文化系体育系などを合わせ、計79の課外活動公認団体が活動している。また、枚方キャンパスでも、公認団体が活動している。
特に硬式野球部、ラグビー部、漕艇部は関西でも上位を争う強豪である。
| 体育会 - 体育会本部 - ウェイバックマシン（2010年1月16日アーカイブ分） - 陸上競技部 - 剣道部 - 北道院拳法部 - ラグビー部 - サッカー部 - バレーボール部 - 卓球部 - 硬式庭球部 - ウェイバックマシン（2009年3月22日アーカイブ分） - 硬式野球部 - 準硬式野球部 - 航空部 - 自動車部 - ワンダーフォーゲル部 - 合気拳法部 - ウェイバックマシン（2004年2月4日アーカイブ分） - ゴルフ部 - スキー部 - ウェイバックマシン（2009年10月8日アーカイブ分） - アメリカンフットボール部 - ウェイバックマシン（2008年5月8日アーカイブ分） - テコンドー部 - 柔道部 - 空手道部 - 洋弓部 - ボクシング部 - ハンドボール部 - バスケットボール部 - バドミントン部 - 軟式庭球部 - 漕艇部 - ウェイバックマシン（2001年6月3日アーカイブ分） - 水上競技部 - アイスホッケー部 - ウェイバックマシン（2007年11月22日アーカイブ分） - 山岳部 - ウェイバックマシン（2005年12月24日アーカイブ分） - 日本拳法部 - 体操部 - サイクリング部 - カヌー部 - ソフトボール部 - フットサル部 - 合気道部 | 文化会 - 文化会本部 - 土木文化研究部 - 電気科学研究部 - 応用化学研究部 - 美術部 - 演劇部 - ユースホステル部 - マンドリン部 - フォークソング部 - 吹奏楽 - ウェイバックマシン（2008年1月13日アーカイブ分） - ボランティア教育研究会 - ウェイバックマシン（2005年3月20日アーカイブ分） - 留学生友好会 - 建築文化研究部 - 機械工学研究部 - 電子工学研究部 - 写真研究部 - 茶道部 - 軽音楽部 - クラシックギター部 - 鉄道研究部 - 漫画研究部 - 将棋部 - 知財推進部 - OCF軽音楽部 - 空間デザイン研究部 - 生命工学研究部 |

### 主な対抗戦
- 三工大対校陸上競技定期戦（三工大戦）:

東京工業大学、名古屋工業大学、大阪工業大学の三工大の陸上競技部が毎年開催。この三工大戦は、1962年から半世紀以上にわたって続いている由緒ある大会。2013年大会で大阪工業大学が総合優勝している。
- 関西学氷上競技連盟アイスホッケー関西学生リーグ戦 :

アイスホッケー部が「第94回日本学生氷上競技選手権大会（インカレ）アイスホッケー競技」2021にて、1回戦で定期戦交流（1955年から半世紀以上にわたって続いている由緒ある大会）のある名古屋工業大学に勝利するなど、1953年の創部以来（創部69年目）初のセカンドディビジョンインカレ全国制覇をしている。
- バスケットボール部定期戦（対東京都市大学）:

この定期戦は半世紀以上にわたって続いている由緒ある大会であり、「第57回大阪工業大学vs東京都市大学 定期戦」2015では、大阪工業大学が総合優勝している。
- 漕艇部定期戦（対大阪府立大学、現在の大阪公立大学）:

「第25回関西学生秋季選手権」2014（加古川レガッタ）男子舵手付きフォアの部にて3位入賞し、定期戦交流（1970年から半世紀以上にわたって続いている由緒ある大会）のある大阪府立大学より上位であった。
- 近畿学生野球連盟リーグ :

硬式野球部による2019年春季I部リーグで、大阪工業大学が神戸大学に勝利し、1953年秋季以来、66年（131季）ぶりに令和初代王者に輝いた。
また、枚方キャンパス野球場「OITスタジアム」では、2014年竣工記念オープニングセレモニーにおいて、元メジャーリーガーの野茂英雄氏の始球式が行われた
。

### 学園祭
- 茶屋町祭（梅田キャンパス）
- 城北祭（大宮キャンパス）
- 北山祭（枚方キャンパス）

## 大学関係者と組織

### 大学関係者組織
- 大阪工業大学の同窓会は「大阪工業大学学園校友会」と称し、大阪工業大学以外の関連教育機関の同窓会にもなっている。

### 大学関係者一覧
- 大阪工業大学の人物一覧

## 施設

### キャンパス

#### 大宮キャンパス
- 使用学部：知的財産学部、工学部

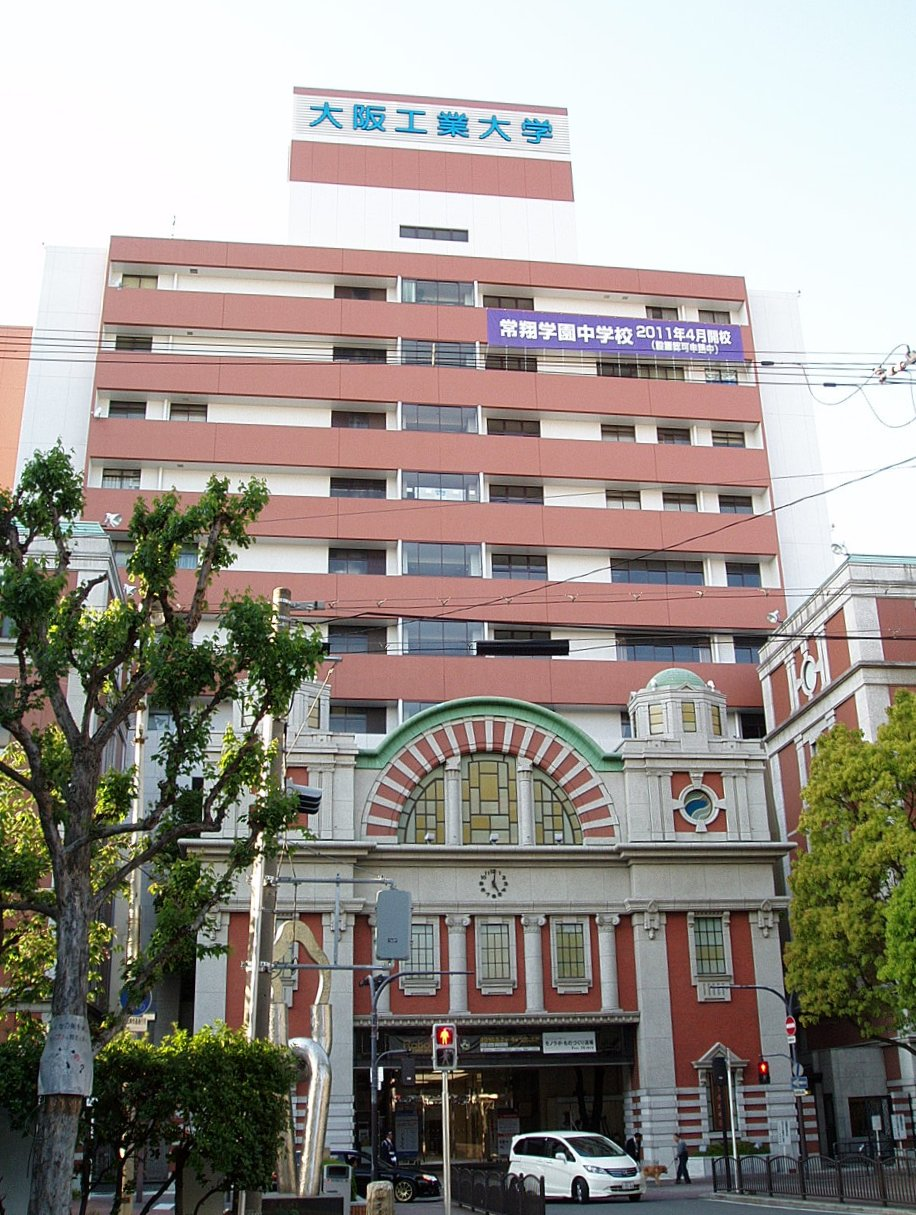
大宮キャンパス正門（片岡安メモリアルゲート）

- 使用研究科：工学研究科、知的財産研究科（専門職大学院）
- 附属施設：

ものづくりセンター（2007年度までは機械工作センターの名称だった）、図書館大宮本館、総合体育館・第2体育館（常翔学園高等学校との共通施設）、総合部室センター、第1部室センター、第2部室センター、研修センター・OITホール（学校法人常翔学園の施設、2006年度までは学園創立60周年記念館の名称だった）
- 交通アクセス：

Osaka Metro谷町線千林大宮駅または谷町線・今里筋線太子橋今市駅からそれぞれ徒歩12分
京阪本線・千林駅から徒歩20分
JRおおさか東線城北公園通駅から徒歩22分
大阪シティバス・中宮（大阪工大前）停留所下車すぐ
- その他：2017年よりサンフランシスコ・ケーブルカーの実物車両（サンフランシスコ市より大阪市に寄贈され、交通科学博物館で展示されていた）がキャンパス内に保存展示されている[99]。

#### 梅田キャンパス
- 使用学部：ロボティクス＆デザイン工学部
- 使用研究科：ロボティクス＆デザイン工学研究科
- 附属施設 : ロボティクス&デザインセンター (RDC)、梅田分館図書館
- 交通アクセス：

JR西日本・大阪駅から徒歩5分
阪急・大阪梅田駅から徒歩3分
阪神・大阪梅田駅から徒歩7分
Osaka Metro御堂筋線・梅田駅から徒歩5分
Osaka Metro谷町線・東梅田駅から徒歩5分

#### 枚方キャンパス
枚方キャンパスは、正確には第1と第2に分かれている。しかし、枚方第1キャンパスは学内外ともに八幡工学実験場の通称で呼称されることが多いため、大阪工業大学では便宜的に枚方第2キャンパスを枚方キャンパスと呼んでいる。関西文化学術研究都市（けいはんな学研都市）計画に呼応して設置されたため、文化学術研究地区の氷室・津田地区に近い。
また、大阪工業大学と同じ学校法人常翔学園が運営している、系列校の摂南大学枚方キャンパスも同大学の徒歩圏内に位置する。

##### 枚方第1キャンパス
- 使用学部：工学部
- 使用研究科：工学研究科
- 附属施設：八幡工学実験場（構造実験、水理実験、高電圧実験などの西日本最大級の土木・建築工学実験設備）
- 交通アクセス：

京阪電気鉄道京阪本線樟葉駅・牧野駅・枚方市駅およびJR西日本学研都市線（片町線）長尾駅から京阪バスで「大阪工大」もしくは「北山中央」停留所下車。長尾駅からは、徒歩で約24分、バスで約7分、直通バスあり。
京都府八幡市美濃山一ノ谷4に所在する。

##### 枚方第2キャンパス
- 使用学部：情報科学部
- 使用研究科：情報科学研究科
- 附属施設：枚方分館図書館
- 交通アクセス：

枚方第1キャンパスに同じ。
大阪府枚方市北山1-79-1に所在する。「枚方キャンパス」の所在地はこちらで代表するケースが多い。

### サテライトキャンパス
- 大阪センター（大阪市北区梅田）毎日インテシオに開設。

## 対外関係

### 産業界との協定
- 2009年10月 北大阪商工会議所（枚方市）と連携協力に関する包括協定（情報通信技術を生かして地域課題解決や地域産業の創出）。
- 2014年5月 池田泉州銀行と産学連携基本協定（人的・知的資源交流による地域活性化の推進）。
- 2015年3月 国立民族学博物館と学術交流に関する協定（情報メディア・デジタルコンテンツ研究や諸活動の発展に向けた連携協力を推進）。
- 2016年3月 大阪市住宅供給公社と包括的連携協定（住まいに関する学術研究機能を高めると共に有為なる人材を育成）。
- 2016年11月 大阪府警察曽根崎警察署と災害時の施設利用に関する協定。
- 2017年4月 大阪商工会議所（大商）と地域の課題解決や人材育成に関する連携協定。2018年4月23日には大商が、大阪工業大学梅田キャンパス内にオープンイノベーション拠点「X-port」（クロスポート）を開設[100]。
- 2017年6月 大阪産業技術研究所（旧大阪府立産業技術総合研究所と旧大阪市立工業研究所が合併）と包括連携に関する協定（地域のモノづくり企業への支援拡充や新規事業創出、知的財産分野の人材育成）。
- 2017年7月 大阪産業技術研究所や大阪商工会議所との連携による地域企業ネットワークを活用した技術シーズ・知的財産戦略の提供、デザイン思考による技術開発支援、産学共同・受託研究を目指す地域産業技術プラットフォーム（OIT-P： Osaka Industrial Technology Platform）を始動。

※地域産業技術プラットフォーム（OIT-P）：「モノづくり大阪に躍動感を」をモットーに、大阪工業大学の特色ある研究分野である「ナノ材料」「ロボティクス＆デザイン」「知的財産」の力を結集し、特に「環境・健康モニタリング機器」「次世代家電システム」「生活支援ロボット」などで、地域企業のIoT知的機器開発やそれらを活用したサービスの社会展開をサポートするプラットフォーム。
- 2018年10月 りそな銀行、近畿大阪銀行と知的財産の活動などで産学連携協定[102]。
- 2020年2月 台湾経済部と就職支援に関する覚書を締結（学生を対象にした台湾でのインターンシップ・就職説明会の機会の促進および日台両国の架け橋となる人材の育成）。
- 2020年3月 枚方信用金庫と包括連携に関する協定（相互に地域課題の解決などを図ることにより、まちの活性化を推進、市民の定住及び市外からの転入を促進）。

### 地方自治体との協定
- 2009年1月 大阪市旭区と連携協力に係る協定（千林商店街の活性化や防災など区が取り組む政策課題に学生の「若い力」や教職員の専門知識の参画・活用による地域社会への貢献）。
- 2010年7月 奈良県川上村と連携協力に関する協定（自然豊かな同村を舞台に環境教育の実地研修、建築学のものづくり実践教育「川上村木匠塾」、電気自動車「ソーラーコンバートEV」プロジェクトなどさまざまな活動を展開）[103]。
- 2013年2月 大阪府枚方市と「教育・文化」分野での連携協力に関する協定（専門分野を生かして有機的な連携を図るために設立された「学園都市ひらかた推進協議会」による取り組みで、地域社会の発展と人材育成への貢献）。
- 2014年12月 奈良県十津川村と連携協力に関する協定（安心安全の地域づくりとして災害監視用の雨量計の設置、山道の「道普請」ボランティア活動ならびに教育・学術研究機能の向上への取り組み）[104][105]。
- 2015年9月 大阪市経済戦略局とロボティクス＆デザインセンターでデザイン分野の研究・教育に関する包括的連携協定
- 2016年3月 大阪市住宅供給公社と包括的連携協定（住まいに関する学術研究機能を高めるとともに有為なる人材の育成への貢献）。
- 2017年6月 大阪府とバッテリーを活用したロボットの社会実装などに向けた連携協定（教育・研究機能を生かした成果を産業界に還元すると共に、高度人材を育成し、双方が有する産学官のネットワークを活用し、ロボット産業を支えるビジネス拠点の形成などに取り組み、大阪産業の活性化を図る。大阪府がロボット振興を目的に大学と協定を結ぶのは大阪工業大学が初めて）[106]。
- 2018年3月 大阪市北区役所と包括連携協定（地域活性化、教育・研究、文化振興、人材育成などを目的とし、教育・学術研究成果を地域に還元）。
- 2022年2月 大阪府摂津市と研究・普及・教育に係る連携協定（産官学連携による環境に優しい新交通システムとしてのシェアサイクル実証実験を開始）[107]。

### 他大学との協定
- 大学コンソーシアム大阪に加盟しており、単位互換事業を実施している。
- 2017年3月 芝浦工業大学と教育・研究における包括連携協定を締結し、他の工業大学と共に「工大サミット」創設。
- 2017年11月 大阪大学、大阪教育大学、大阪工業大学の3大学は知的財産にかかる教育・人材育成を目的とする「知財創造教育」を推進するため、協定を締結[108]。
- 2020年9月 神戸大学と「大学発ベンチャー起業支援」を推進するため相互連携[109][110]。
- 2021年11月 奈良先端科学技術大学院大学と「消防防災に不可欠な無人航空機操縦者の育成」を目指す産官学連携の協力推進に関する協定を締結[111]。

### 主な加盟団体
- 知的財産大学院協議会（旧：知的財産教育研究・専門職大学院協議会）[112]
- Cloud Spiral（Cloud Specialist Program Initiative for Reality-based Advanced Learning）[113]
- 国連アカデミック・インパクト[114]
- イアエステ（IAESTE）[115]

### 主な協力団体
- 世界知的所有権機関（WIPO）[116]
- 国際協力機構（JICA）[117]

## 海外大学との協定
- アメリカ 
  - ジョージア工科大学
  - サンノゼ州立大学
  - ライス大学
  - クレムソン大学
  - ネバダ大学リノ校
  - サンフランシスコ州立大学
  - アンジェロ州立大学
- イタリア 
  - トリノ工科大学
- インド 
  - マニパル大学
- インドネシア 
  - ハサヌディン大学
  - パランカラヤ大学
  - ウィドヤ・マンダラ・カトリック大学
  - ムラワルマン大学
  - バクリ大学
- オーストラリア 
  - クイーンズランド工科大学
  - スウィンバーン工科大学
- オーストリア 
  - ウィーン工科大学
- オランダ 
  - デルフト工科大学
  - アイントホーフェン工科大学
- カナダ 
  - オンタリオ州立芸術大学(OCAD U)
  - レジャイナ大学
- 韓国 
  - 中央大学校
  - 仁済大学校
  - 国民大学校
  - 大田大学校
- サウジアラビア 
  - キング・アブドゥルアズィーズ大学
- シンガポール 
  - シンガポール工科デザイン大学(SUTD)
- スイス 
  - スイス北西部応用科学芸術大学(FHNW)
- スウェーデン 
  - ウプサラ大学
- スペイン 
  - サラマンカ大学
  - マドリード工科大学
- セネガル 
  - ジガンショール大学
- タイ 
  - チュラロンコン大学
  - マヒドン大学
  - タマサート大学
  - チェンマイ大学
  - ラジャマンガラ工科大学タンヤブリ校
  - 泰日工業大学
- 台湾 
  - 国立台北科技大学
  - 国立台湾科技大学
  - 国立清華大学
  - 国立陽明交通大学
  - 国立中興大学
  - 国立虎尾科技大学
  - 国立雲林科技大学
  - 国立高雄第一科技大学
  - 南台科技大学
  - 世新大学
  - 大同大学 (台湾)
- 香港 
  - 香港城市大学
- 中国 
  - 清華大学
  - 浙江大学
  - 同済大学
  - 華東理工大学
  - 北京科技大学
  - 南京工業大学
- ドイツ
  - ミュンヘン工科大学
  - ミュンヘン連邦軍大学
  - ベルク大学ヴッパータール
  - HAWK応用科学芸術大学
- トルコ
  - オジェギン大学
- ノルウェー 
  - スタヴァンゲル大学
- フィリピン 
  - サンホセレコレトス大学
- フィンランド 
  - タンペレ工科大学
- フランス 
  - パリ・デジタルイノベーション大学院(EPITECH)
  - パリ・ヴァル・ド・セーヌ国立高等建築学校(ENSAPVS)
  - フランス国立公共土木大学院(ENTPE)
  - モンペリエ大学
  - ボルドー大学
- ベトナム 
  - ダナン大学工科大学
  - カントー大学
- ポーランド 
  - ヴロツワフ工科大学
- マレーシア 
  - マレーシア工科大学
  - マレーシア科学大学
  - マレーシア国立サバ大学
  - ペトロナス工科大学
- メキシコ 
  - グアナファト大学
- モンゴル 
  - モンゴル工業技術大学

### 系列校
- 摂南大学
- 広島国際大学
- 常翔学園中学校・高等学校
- 常翔啓光学園中学校・高等学校

## 備考
- 全国社長数1,842人、全国第28位、理工系大学では東京理科大学に次いで第2位（2019年・帝国データバンク調べ）[118]。
- 2020年3月卒業者の「実就職率ランキング」では全国の国公私立大学で第2位、関西の私立大学では関関同立を抑え、11年連続の1位（実就職率ランキング - 卒業生1,000人以上の大学、大学通信調べ）[119]。
- 2019年版「有名企業400社への実就職率ランキング」で西日本の理工系私立大学の中で、豊田工業大学に次いで第2位、関西の私立大学では関関同立に次いで第5位（2019年9月7日東洋経済オンライン、大学通信調べ）[120]。
- 「上場企業全役員の出身国内大学ランキング」（2017年7月31日時点）で理工系私立大学の中で、東京理科大学、芝浦工業大学に次いで第3位（東洋経済2018年版役員四季報）。
- イギリス高等教育専門誌THE(Times Higher Education)の「THE世界大学ランキング2021」工学分野（エンジニアリング＆IT）で801-1000位となっており、日本の私立大学ではトップ10圏内（理工系私立大学では東京理科大学、芝浦工業大学、大阪工業大学の3校のみ）にランクインしている。関西圏の私立大学では、同志社大学よりも上位となっている。また、「THEアジア大学ランキング」2021では、401+位となっている[121]。
- 2014年の「一級建築士」試験合格者人数が全国8位である。毎年10位前後にランキングしており、関西大学や立命館大学よりほぼ毎年上位となっている[122]。

建築学・土木工学（都市工学）の学科は、1922年創設時以来、西日本の私立大学の中で最古の歴史を有する。
- 「建築新人戦」2014で大阪工業大学 建築学科生が最優秀新人賞を受賞、「The 3rd Asian Contest of Architectural Rookie's Award（第3回アジア建築新人戦）」2014に日本代表で出場[123]。
- 全国の建築・デザインを学ぶ女子学生を対象とした卒業設計・製作のコンペティションである「デザイン女子No.1 決定戦」2018で、大阪工業大学 空間デザイン専攻生が最優秀賞(優秀賞: 筑波大学、京都工芸繊維大学)と都市・建築部門賞の二冠を獲得[124]。
- 理工系最高峰ともいわれる難関国家資格「技術士」第二次試験の2010年合格者数で、西日本の私立大学の中では1位、全国の私立大学の中では5位（2011年3月11日、『日刊工業新聞』）[125]。また、2017年の第二次試験合格者数において、西日本の私立大学の中では1位、関西圏の大学の中では京都大学、大阪大学に次いで3位、全国の理工系大学の中では東京工業大学、東京理科大学に次いで3位、全国第12位[126]。

大阪工業大学学園技術士会の歴史は古く、1965年に技術士有資格者30名からスタートし、合格者の推移は、2007年には800名を突破し、2016年では正確な合格者数は把握していないものの、累計で1,100名には達しているものと推定。特に技術士建設部門（土木工学）の有資格者が多い。技術士会の組織的活動歴においては、1974年の大阪工業大学技術士会発足を経て、国内大学で東京工業大学、早稲田大学、日本大学よりも長く、最古の歴史を有する。
- 第38回・第39回有機合成若手セミナー2018/2019「明日の有機合成を担う人のために」（1980年代より開催されている有機合成化学協会関西支部主催の伝統ある日本化学会系列セミナー）にて、大阪工業大学 応用化学専攻大学院生が2年連続で「優秀研究発表賞」を受賞。（直近2年連続の受賞は、大阪大学と大阪工業大学のみ）

発表テーマは「π共役テトラチオール誘導体の汎用的合成法の開発と配位高分子の創出」（2018）、「π共役テトラチオール誘導体の合成と熱電変換材料への変換」（2019）。
- ロボカップ第17回世界大会「Robocup 2013 Eindhoven」のヒューマノイド・アダルトサイズ部門で、大阪大学と大阪工業大学のジョイントチーム「JoiTech」が世界一[132]。
- 「第28回知能ロボットコンテスト」2016でマスターズコース優勝および最も優れたロボットに贈られる最優秀技術賞を受賞（ロボット名：O. I. T. ASURA Zero）[133]。
- ロボカップジャパンオープン2016＠ホームリーグで大阪工業大学「O.I.T.Trial」が2連覇達成[134]。
- NHK学生ロボコン2017で、東京大学、東京工業大学、東京農工大学、大阪工業大学がベスト4進出[135]。
- 鳥人間コンテスト2022で「大阪工業大学人力飛行機プロジェクト」チームが、人力プロペラ機ディスタンス部門で東北大学Windnautsチームに次ぎ第2位（14274.23m、同チーム新記録）、伝統の1枚ブレードプロペラ機「カワセミ」でのフライト成果が評価され、審査員特別賞を受賞[136]。また、同大会部門2015・2021に3位入賞（近年は参加常連団体である）[137][138]。

滑空機部門では2008年、2019年にOBチーム「Umeda Lab.」を含め優勝。
- 全日本学生ソーラー＆FCカーチャンピオンシップ（JISFC）2010のフルサイズカテゴリー・ストッククラスで、大阪工業大学ソーラーカーチーム「Team Regalia」が優勝[141]。ソーラーカーレース鈴鹿2013のオリンピアクラスで同チームが準優優勝[142]。白浜ECO-CARチャレンジ2023ソーラーカー部門でレジェンドクラス2位（総合3位）入賞[143]。
- 全日本学生フォーミュラ大会2015で日本自動車工業会会長賞 ＆ジャンプアップ賞を受賞（加速性能を競うアクセラレーションでは国内6位、 総合成績15位）[144]。
- 大阪工業大学が開発した世界初の電気推進ロケットエンジンによる超小型人工衛星「プロイテレス」を載せたPSLV－C21ロケットが2012年にインド宇宙研究機関（ISRO）サティシュ・ダワン宇宙センターから発射された[145]。

また、宇宙航空研究開発機構（JAXA）は2018年のGOSAT-2（いぶき2号）/KhalifaSat（ハリーファサット）打上げ H-IIAロケット相乗り用50kg級の超小型衛星において、東北大学、九州工業大学、大阪工業大学の3校の衛星を選定。
- IEEE（米国電気電子学会）主催の国際学生コンテストInternational Future Energy Challenge「IFEC2015」で日本の大学で初めて世界第3位入賞。大会テーマは「電気自動車の高効率ワイヤレス充電装置」[147]。
- ACM国際大学対抗プログラミングコンテスト（ACM-ICPC）2015で、大阪工業大学情報科学部生が国内予選を突破し、アジア地区大会進出（国内予選を通過した私立大学は、慶応義塾大学、明治大学、大阪工業大学の3校のみ）[148]。

また、アジア地区大会2006にて日本の理工系大学では、東京工業大学、大阪工業大学のみトップ10入りし、日本の私立大学では唯一のランクインだった。この大会を経験した本学卒業生はGoogle、Yahoo Japanなどで活躍している。
- 中国最大規模のプログラミング競技である「藍橋カップ（Lanqiao Cup）」の日本大会2019において、「C/C++プログラミングコンテスト」部門で大阪工業大学 情報科学部生と情報科学研究科院生がそれぞれ、特等賞と一等賞を獲得し、2019年日本国内ランキング1位に（二等賞：九州工業大学、優秀賞：東京大学など）[151]。
- CG-ARTS検定の1つ「CGエンジニア検定ベーシック」（2014年度前期）において、大阪工業大学情報科学部生が受験者の中で最優秀の成績を収め、2年連続で「文部科学大臣奨励賞」を受賞[152]。
- 大阪工業大学情報科学部ゲームクリエイトプロジェクト「GCP」チームが、大手クラウドサービスプロバイダーのAWS（アマゾン・ウェブ・サービス・ジャパン）で開催された「U-22プログラミング・コンテスト2024」でSAJ賞を受賞[153]。
- 2020年の法学部系 知的財産の難関国家試験である「弁理士」短答式筆記試験合格者数で、大阪工業大学は全国トップ10入りし（2014年に続き）、西日本の私立大学では関関同立を抑えトップ、全国私立大学でもMARCHを抑え、早稲田大学、東京理科大学に次いで第3位であった[154]。さらに2017年、2018年、2019年の3年連続で弁理士試験最年少合格者を輩出している[155][156]。20才以下の在学生最年少合格者の輩出は、私立大学では2018年時点で慶応義塾大学と大阪工業大学のみ。

ちなみに、知的財産専門職大学院を設置している国内の大学は、東京理科大学、日本大学、大阪工業大学の3校のみ。
- MARCHや関関同立のような大学群の呼び方として、関西外国語大学、京都外国語大学、大阪経済大学、大阪工業大学を一纏めにした「外外経工」とネットで呼ばれるケースがある。また河合塾の私立大理系目標コースにも当大学は記載されている[157]。
- 八幡工学実験場は、西日本最大級の土木・建築構造物の実験施設である。産学協同研究の場としても活用されている[158]。
- 必要単位を修得し、申請により卒業と同時に取得できる資格[159]
  - 工学部都市デザイン工学科 - 技術士補、測量士補、測量士(卒業後実務経験必要）
  - 工学部機械工学科 - 技術士補(発展コース修了者に限る)
  - 工学部電気電子システム工学科 - 陸上特殊無線技士(1級)、海上特殊無線技士(2級)
  - 工学部電子情報システム工学科 - 陸上特殊無線技士(1級)、海上特殊無線技士(2級・3級)
  - 工学部応用化学科 - 毒物劇物取扱責任者
  - 工学部生命工学科 - 食品衛生管理者(食品衛生監視員)
  - 情報科学部 - 技術士補(CSコース修了者に限る)

## 公式サイト
- 大阪工業大学